# Krzysztof Białowolski
Krzysztof Antoni Białowolski (ur. 2 kwietnia 1953) – polski menedżer, działacz gospodarczy i urzędnik państwowy, w 1991 podsekretarz stanu Ministerstwie Przemysłu i Handlu.

## Życiorys
W 1977 został absolwentem Wydziału Mechanicznego Energetyki i Lotnictwa Politechniki Warszawskiej. Od połowy lat 80. zajmował kierownicze stanowiska w różnych spółkach, m.in. Budomie. Po ukończeniu studiów doktoranckich na Politechnice Warszawskiej, w latach 1982–1986 pracował jako nauczyciel fizyki w XXVII LO im. T. Czackiego. W latach 1986–1991 był wiceprezesem Zarządu Inter Global sp. z o.o. Był też doradcą dyrektora Instytutu Technologii Elektronowej.
Od 16 stycznia do 2 grudnia 1991 roku pełnił funkcję podsekretarza stanu w Ministerstwie Przemysłu (od 6 września – Ministerstwie Przemysłu i Handlu). Podczas wyborów w 1993 był pełnomocnikiem wyborczym Bezpartyjnego Bloku Wspierania Reform (należał też do komitetu założycielskiego partii). Później kierował VI NFI Magna Polonia i związanym z nim konsorcjum Chase Gemina Polska (1995–1997). Szefował spółkom z różnej branży, m.in. Hortexowi (1991–1993) i FA Krosno (2001–2006). Zasiadał w radach nadzorczych m.in. Sphinx Polska, Dolnośląskiej Spółki Inwestycyjnej, Próchnik SA i Wielkopolskiego Banku Kredytowego. W latach 1998–2000 pracował w Delphi Automotive Systems Poland sp. z o. o. Od 2004 do 2005 kierował radą nadzorczą PKP S.A  Prowadził własną działalność gospodarczą. Należał do założycieli Polskiej Rady Biznesu i Związku Pracodawców „Lewiatan”, działał też we władzach Polsko-Ukraińskiej Izby Gospodarczej.
Pisał artykuły do gazet, w roku 1984 do tygodnika „Polityka”, w 1985 dla „Przeglądu Humanistycznego”, a w 1988 dla „Przeglądu Tygodniowego”.
W roku 1992 nakładem wydawnictwa Fundacja Nowa ukazał się zbiór opowiadań jego autorstwa pt. „Sposób na etranżera”.

## Odznaczenia
W 2002 odznaczony Złotym Krzyżem Zasługi za zasługi w działalności na rzecz rozwoju polskiej przedsiębiorczości.